# IC 863
IC 863 је спирална галаксија у сазвјежђу Дјевица која се налази на листи објеката дубоког неба у Индекс каталогу.
Деклинација објекта је - 17° 15' 17" а ректасцензија 13h 17m 12,2s. Привидна величина (магнитуда) објекта IC 863 износи 13,6 а фотографска магнитуда 14,5. IC 863 је још познат и под ознакама MCG -3-34-43, IRAS 13145-1659, PGC 46270.